# جغد پورتوریکویی
جغد پورتوریکویی (نام علمی: Gymnasio nudipes)، یک جغد معمولی با اندازه متوسط در زیرخانواده Striginae و بومی مجمع‌الجزایر پورتوریکو است، اگرچه قبلاً در جزایر ویرجین نیز ساکن بوده‌است.

## ویژگی‌ها
جغد پورتوریکویی ۲۰ تا ۲۵ سانتیمتر (۷٫۹ تا ۹٫۸ اینچ) با طول بال‌های ۱۵۴ تا ۱۷۱ سانتیمتر (۶۱ تا ۶۷ اینچ) است. وزن آن ۱۰۰ تا ۱۷۰ گرم (۳٫۵ تا ۶٫۰ اونس) بوده و ماده‌ها کمی سنگین‌تر از نرها هستند.

### تغذیه
جغد پورتوریکویی یک شکارچی شبانه است. طعمهٔ اصلی آن بندپایان بزرگی مانند سوسک‌ها، ملخ‌ها و شب‌پره‌ها هستند. همچنین مهره‌داران کوچک مانند قورباغه، مارمولک، جوندگان و پرندگان را می‌خورد.

### زادآوری
فصل زادآوری جغد پورتوریکویی از آوریل تا ژوئن است. در حفره‌های درختان لانه می‌کند و تا سه تخم سفید می‌گذارد. اطلاعات کمی در مورد پدیده‌شناسی زادآوری آن وجود دارد.

## نگارخانه

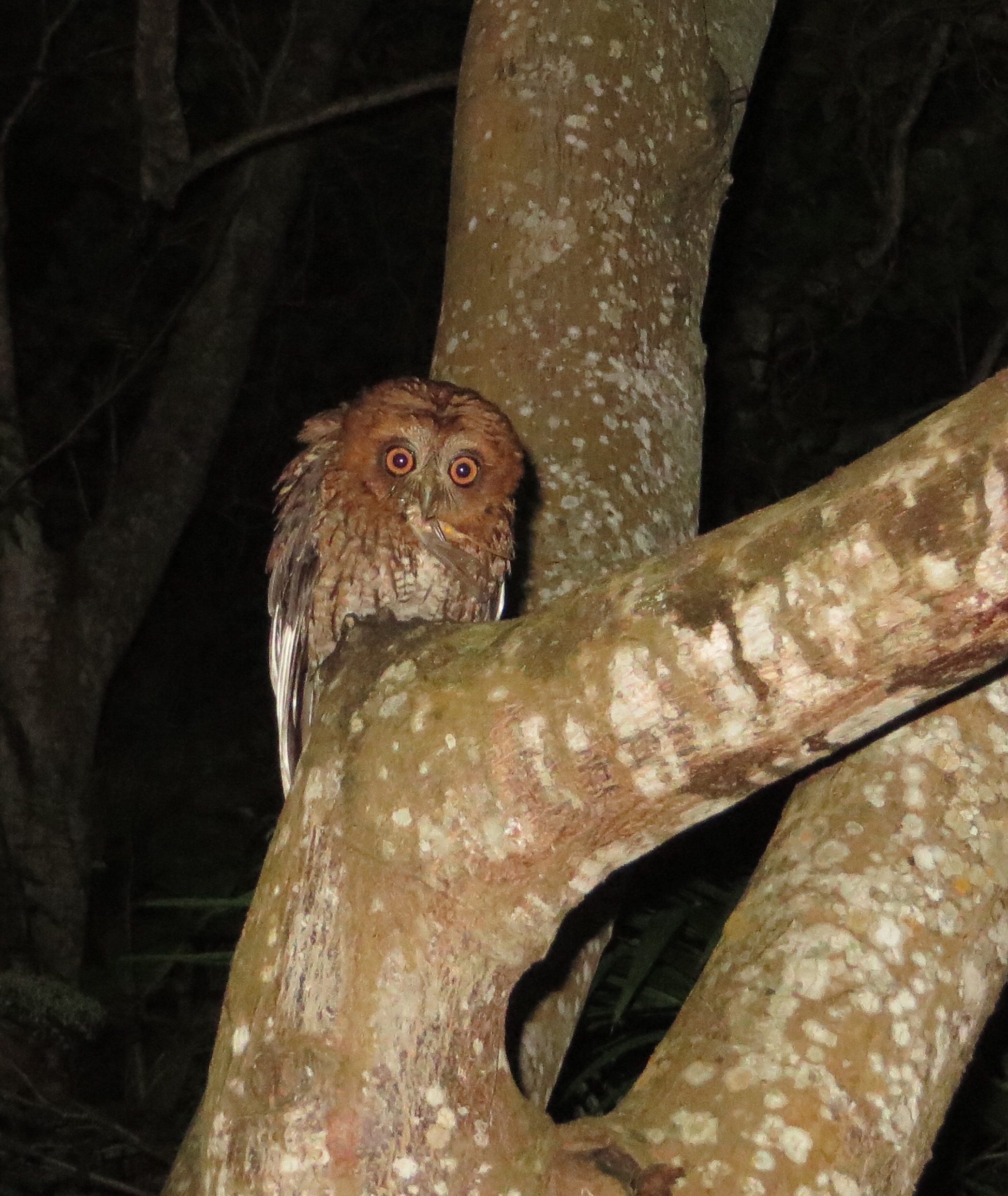
پرندهٔ بالغ
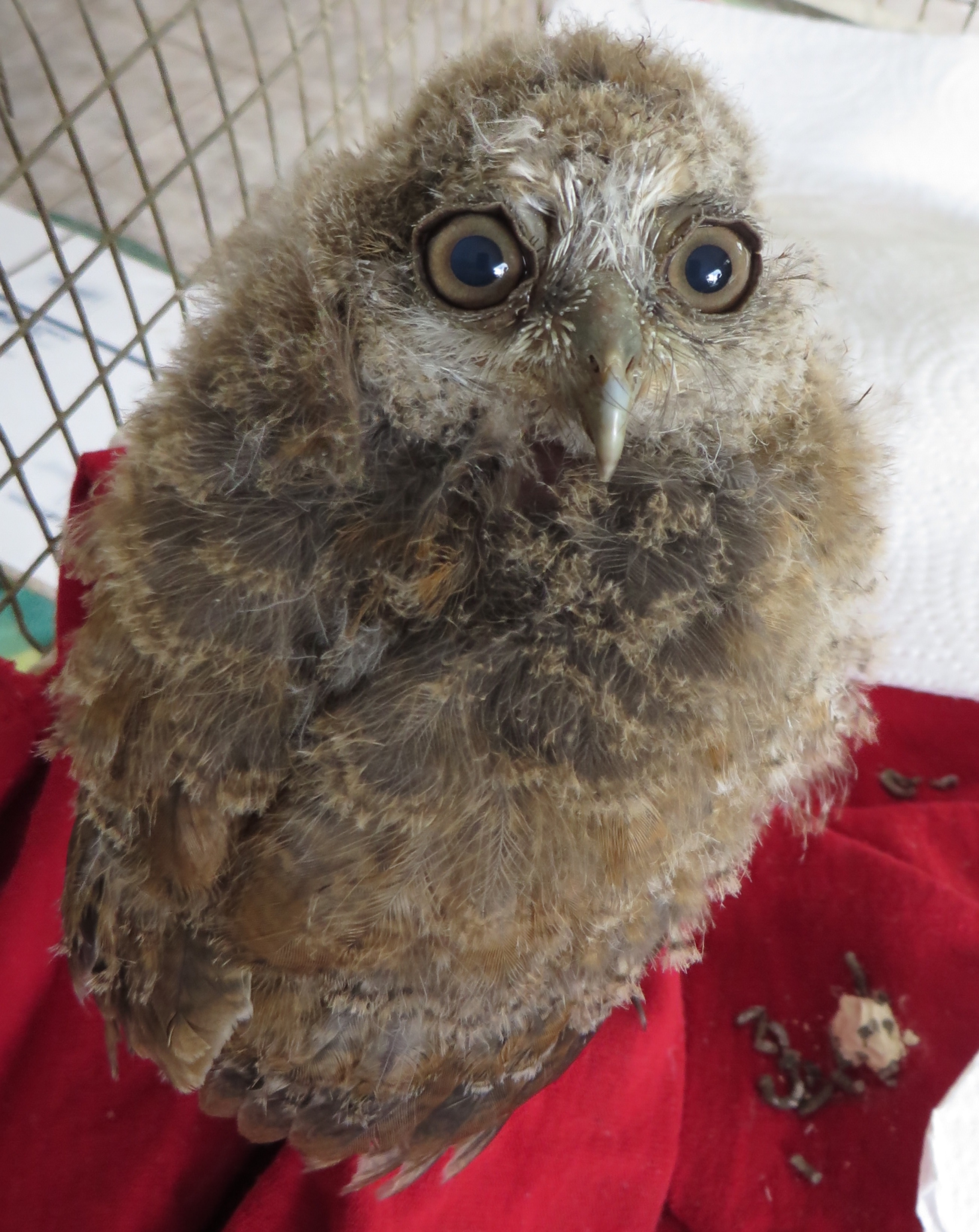
جوجهٔ جغد پورتوریکویی